# Tjanefer
Tjanefer ókori egyiptomi pap volt a XXI. dinasztia idején.
Apja, Neszipaherenmut Ámon negyedik prófétája volt. Anyja neve Iszetemheb. Tjanefer a karnaki évkönyvek feljegyzése szerint I. Paszebahaenniut 40. uralkodási évében Ámon negyedik prófétájaként szolgált, később Ámon harmadik prófétája lett, mint az a Báb el-Gaszusz-i sírjában talált papiruszon olvasható (ma a kairói Egyiptomi Múzeumban).
Felesége Gautszesen, Menheperré főpapnak és Iszetemhebnek, I. Paszebahaenniut fáraó leányának gyermeke. Két fiuk ismert, Pinedzsem, aki szintén Ámon negyedik prófétája lett, és Menheperré, aki Ámon harmadik prófétájaként szolgált.